# ザ・クラウン (ネットフリックス)
『ザ・クラウン』（英語: The Crown）は、ピーター・モーガンの原作・脚本による、アメリカ合衆国とイギリス合作のテレビドラマシリーズであり、イギリス女王エリザベス2世の治世を描く。
Netflixのため、Left Bank Picturesおよびソニー・ピクチャーズ テレビジョンが製作している。

## 概要
主要キャストは2シーズンごとに入れ替わり、治世の初期の青年期のエリザベス2世女王はクレア・フォイが演じる（シーズン1、2）。壮年期のエリザベス2世女王はオリヴィア・コールマンが演じる（シーズン3、4）。老年期のエリザベス2世女王はイメルダ・スタウントンが演じる (シーズン5、6）。
当初から、シリーズは「6シーズン60エピソード」におよぶ予定とされた。シーズン1は最初の2話だけが劇場公開されたのちに2016年11月4日に配信。シーズン2は2017年12月8日、シーズン3は2019年11月17日、シーズン4は2020年11月15日に配信された。シーズン5は2022年11月9日より配信された。シーズン6は2パートに別れ、パート1は2023年11月16日に配信され、パート2は2023年12月14日配信された。

### 各シーズンの時代
シーズン1は、1947年のエリザベスとフィリップの結婚式に始まり、チャールズ王子とアン王女の誕生を経て、ケニア訪問中の1952年の父国王の突然の崩御による女王即位、1953年の戴冠式とテレビ中継放送の実施、妹マーガレット王女と侍従武官ピーターとの恋と破局など、第3次チャーチル内閣（en）からイーデン内閣（en）のもとでの1955年までの女王の治世を描く。
シーズン2は、1956年のスエズ動乱に始まり、イーデン首相の辞職から、1963年のプロヒューモ事件によるマクミラン首相の辞職、ジョン・F・ケネディ米大統領夫妻の訪英とジャクリーン夫人との交流、そして1964年の第4子（三男）エドワード王子誕生までを描く。
シーズン3は、1964年から1977年まで、チャーチル元首相の死去からヒース内閣をはさんだ2度の労働党ウィルソン内閣のもとでの治世を描く。ケンブリッジ・ファイヴ事件、南ウェールズで起きたアベルヴァンの惨事と呼ばれる崩落事故、マウントバッテン卿の首謀によるクーデター計画、長男チャールズ王太子のウェールズ公叙任式と恋人カミラ・シャンドの関係、元国王ウィンザー公（エドワード8世）死去、マーガレット王女夫妻の不倫と王女の自殺未遂、女王夫妻の銀婚式及び即位25周年記念式典などが描かれる。
シーズン4は、1979年のサッチャー内閣成立から1990年の辞任までにわたり、女王と初の女性首相の関係、そして当初から不幸だったチャールズとダイアナの結婚とその破綻を中心に描く。
シーズン5は、1990年の保守党メージャー内閣成立から1997年の労働党ブレア内閣成立までにわたり、王族の結婚をめぐるさまざまなスキャンダル、とくにチャールズとダイアナの別居および離婚、そしてそれぞれの恋愛を中心に描く。
シーズン6前半は、1997年のダイアナ元妃の死を描く。後半はダイアナの死から、2005年のチャールズとカミラの結婚までを描く。

## キャスト

### メイン

#### 王族
| 役名                                                          | 俳優                                     | 日本語吹替     | 役柄                                                       |
| ------------------------------------------------------------- | ---------------------------------------- | -------------- | ---------------------------------------------------------- |
| エリザベス2世                                                 | 若年期: Viola Prettejohn (S6)            |                | 女王。                                                     |
| エリザベス2世                                                 | 青年期: クレア・フォイ(S1-S2,S4-S6)      | 渋谷はるか     | 女王。                                                     |
| エリザベス2世                                                 | 壮年期: オリヴィア・コールマン(S3-S4,S6) | 山像かおり     | 女王。                                                     |
| エリザベス2世                                                 | 老年期:イメルダ・スタウントン(S5-S6)     | 小宮和枝       | 女王。                                                     |
| エディンバラ公フィリップ王配                                  | 青年期: マット・スミス(S1-S2,S6)         | 川島得愛       | 女王の王配（夫）。                                         |
| エディンバラ公フィリップ王配                                  | 壮年期: トビアス・メンジーズ(S3-S4)      | 根本泰彦       | 女王の王配（夫）。                                         |
| エディンバラ公フィリップ王配                                  | 老年期: ジョナサン・プライス(S5-S6)      | 小室正幸       | 女王の王配（夫）。                                         |
| チャールズ皇太子                                              | ジョシュ・オコナー (S3-S4)               | 近松孝丞       | 女王の長男。                                               |
| チャールズ皇太子                                              | ドミニク・ウエスト (S5-S6)               | てらそままさき | 女王の長男。                                               |
| ダイアナ妃                                                    | エマ・コリン(S4)                         | 花村さやか     | チャールズ皇太子妃。                                       |
| ダイアナ妃                                                    | エリザベス・デビッキ(S5-S6)              | 北西純子       | チャールズ皇太子妃。                                       |
| カミラ・シャンド                                              | エメラルド・フェネル(S3-S4)              | 小若和郁那     | チャールズ皇太子の恋人、のちに妻。                         |
| カミラ・シャンド                                              | オリヴィア・ウィリアムズ (S5-S6)         | 本田貴子       | チャールズ皇太子の恋人、のちに妻。                         |
| アン王女                                                      | エリン・ドハティ (S3-S4)                 | 大平あひる     | 女王の長女。                                               |
| アン王女                                                      | Claudia Harrison (S5-S6)                 | 林真里花       | 女王の長女。                                               |
| マーガレット王女                                              | 若年期: Beau Gadsdon (S6)                |                | 女王の妹。                                                 |
| マーガレット王女                                              | 青年期: ヴァネッサ・カービー(S1-S2)      | 折井あゆみ     | 女王の妹。                                                 |
| マーガレット王女                                              | 壮年期: ヘレナ・ボナム＝カーター(S3-S4)  | 浅野まゆみ     | 女王の妹。                                                 |
| マーガレット王女                                              | 老年期: レスリー・マンヴィル (S5-S6)     | 土井美加       | 女王の妹。                                                 |
| アンソニー・アームストロング＝ジョーンズ (初代スノードン伯爵) | マシュー・グード(S2)                     | 細見大輔       | マーガレット王女の夫。                                     |
| アンソニー・アームストロング＝ジョーンズ (初代スノードン伯爵) | ベン・ダニエルズ(S3-S4)                  | 木下浩之       | マーガレット王女の夫。                                     |
| メアリー王太后、のちに太王太后                                | アイリーン・アトキンス (S1)              | 伊沢磨紀       | 女王の祖母。ジョージ5世の王妃。                            |
| メアリー王太后、のちに太王太后                                | Candida Benson (S5)                      |                | 女王の祖母。ジョージ5世の王妃。                            |
| エリザベス王妃、のちに王太后                                  | ヴィクトリア・ハミルトン(S1-S2)          | 三沢明美       | 女王の母。                                                 |
| エリザベス王妃、のちに王太后                                  | マリオン・ベイリー(S3-S4)                | 三沢明美       | 女王の母。                                                 |
| エリザベス王妃、のちに王太后                                  | マーシャ・ウォレン(S5-S6)                | 尾花糸名子     | 女王の母。                                                 |
| ルイス・マウントバッテン                                      | グレッグ・ワイズ(S1-S2)                  | やまむらいさと | ビルマのマウントバッテン伯爵、フィリップ王配の叔父。       |
| ルイス・マウントバッテン                                      | チャールズ・ダンス(S3-S4)                | 真田五郎       | ビルマのマウントバッテン伯爵、フィリップ王配の叔父。       |
| ジョージ6世                                                   | ジャレッド・ハリス (S1)                  | 森田順平       | 前国王、女王の父。                                         |
| エドワード8世、ウィンザー公爵                                 | アレックス・ジェニングス(S1-S2)          | 牛山茂         | 女王の伯父にして前々国王。                                 |
| エドワード8世、ウィンザー公爵                                 | デレク・ジャコビ(S3)                     | 糸博           | 女王の伯父にして前々国王。                                 |
| ウォリス・シンプソン                                          | リア・ウィリアムス(S1-S2)                | 仲村かおり     | ウィンザー公爵夫人。                                       |
| ウォリス・シンプソン                                          | ジェラルディン・チャップリン(S3)         | 寺内よりえ     | ウィンザー公爵夫人。                                       |
| ペネロピ・ナッチブル                                          | ナターシャ・マケルホーン (S5)            | 坪井木の実     | チャールズ皇太子のはとこであるマウントバッテン伯爵の夫人。 |

#### 政治家
| 役名                     | 俳優                           | 日本語吹替 | 役柄                                            |
| ------------------------ | ------------------------------ | ---------- | ----------------------------------------------- |
| ウィンストン・チャーチル | ジョン・リスゴー (S1-S3)       | 宝亀克寿   | 保守党の首相 (1940-45, 1951-1955)。             |
| アンソニー・イーデン     | ジェレミー・ノーサム (S1-S2)   | 佐瀬弘幸   | 保守党の外相のちに首相 (1955-1957)。            |
| ハロルド・マクミラン     | アントン・レッサー (S2)        | 宮崎敦吉   | 保守党の首相 (1957-1963)。                      |
| ハロルド・ウィルソン     | ジェイソン・ワトキンス (S3)    | 菊池康弘   | 労働党の首相 (1964-1970, 1974-1976)。           |
| エドワード・ヒース       | マイケル・マロニー (S3)        | 伊原正明   | 保守党の首相 (1970-1974)。                      |
| エドワード・ミルウォード | マーク・ルイス・ジョーンズ(S3) | 広田みのる | ウェールズの政治家。                            |
| マーガレット・サッチャー | ジリアン・アンダーソン (S4)    | 高島雅羅   | イギリス初の女性保守党党首かつ首相(1979-1990)。 |
| デニス・サッチャー       | スティーブン・ボクサー (S4)    |            | マーガレットの夫。                              |
| ジョン・F・ケネディ      | マイケル・C・ホール (S2)       | 桐本拓哉   | アメリカ合衆国大統領。                          |
| ジャクリーン・ケネディ   | ジョディ・バルフォア (S2)      | 高橋理恵子 | ファーストレディ、米大統領夫人。                |
| リンドン・ジョンソン     | クランシー・ブラウン (S3)      |            | アメリカ合衆国大統領。                          |
| ボブ・ホーク             | リチャード・ロクスバーグ (S4)  |            | 労働党政権のオーストラリア首相。                |
| ジョン・メージャー       | Marc Ozall (S4)                |            | サッチャーの後継の保守党政権首相 (1990-1997)。  |
| ジョン・メージャー       | ジョニー・リー・ミラー (S5)    | 村治学     | サッチャーの後継の保守党政権首相 (1990-1997)。  |
| トニー・ブレア           | バーティ・カーヴェル (S5-S6)   | 岩崎正寛   | 労働党の首相 (1997-2007)。                      |

#### その他
| 役名                             | 俳優                            | 日本語吹替 | 役柄                                                           |
| -------------------------------- | ------------------------------- | ---------- | -------------------------------------------------------------- |
| ピーター・タウンゼント           | ベン・マイルズ(S1-S2)           | 田村真     | マーガレット王女のロマンスの相手。                             |
| ピーター・タウンゼント           | ティモシー・ダルトン (S5)       | 佐々木勝彦 | マーガレット王女のロマンスの相手。                             |
| グラハム・サザーランド           | スティーヴン・ディレイン (S1)   | 花輪英司   | 画家。                                                         |
| ジョン・グリッグ                 | ジョン・ヘフマン (S2)           | 横堀悦夫   | 女王を批判するジャーナリストかつ男爵。(S2)                     |
| パトリシア・キャンベル           | ジェンマ・ウィーラン (S2)       | 松浦裕美子 | グリッグの秘書。                                               |
| ビリー・グラハム                 | ポール・スパークス (S2)         | 神尾晋一郎 | アメリカ人の伝道師。                                           |
| クルト・ハーン                   | ブルクハルト・クラウスナー (S2) | 蓮岳大     | フィリップ王配とチャールルズ皇太子の母校ゴードンストウン校長。 |
| アンドリュー・パーカー・ボウルズ | アンドリュー・ブハン (S3-S4)    | 森宮隆     | カミラ・シャンドの夫。                                         |
| アンドリュー・パーカー・ボウルズ | ダニエル・フリン (S5)           |            | カミラ・シャンドの夫。                                         |
| ロビン・ウッズ                   | ティム・マクマラン(S3)          | 佐々木睦   | ウィンザー城内教会の司祭。                                     |
| ロディ・ルウェリン               | ハリー・トレッダウェイ (S3-S4)  | 川田紳司   | 造園家。準男爵。マーガレット王女の恋人。                       |
| マイケル・フェイガン             | トム・ブルック (S4)             |            | 宮殿への侵入者。                                               |
| デレク“ダズル”・ジェニングス     | トム・バーク (S4)               |            | マーガレット王女の友人。                                       |
| マイケル・シェイ                 | ニコラス・ファレル (S4)         |            | 王室報道官。                                                   |
| ドディ・アルファイド             | Khalid Abdalla (S5-S6)          | 大泊貴揮   | ダイアナ妃の恋人。                                             |
| モハメド・アルファイド           | Salim Daw (S5-S6)               | 石田圭祐   | ドディの父親。                                                 |
| モハメド・アルファイド           | Amir El-Masry (S5,青年期)       |            | ドディの父親。                                                 |
| マーティン・バシール             | Prasanna Puwanarajah (S5)       | 宮下栄治   | ダイアナ妃にインタビューするジャーナリスト。                   |

### リカーリング

#### 王族
| 役名                           | 俳優                                              | 日本語吹替 | 役柄                                         |
| ------------------------------ | ------------------------------------------------- | ---------- | -------------------------------------------- |
| グロスター公爵ヘンリー王子     | アンディ・サンダーソン(S1-S2)                     |            | 女王の叔父。                                 |
| グロスター公爵ヘンリー王子     | マイケル・トーマス(S3)                            |            | 女王の叔父。                                 |
| グロスター公爵夫人、アリス王女 | Penny Downie (S4)                                 |            | ヘンリー王子の妻。                           |
| アリス王女                     | ロザリンド・ナイト(S1)                            |            | フィリップ殿下の母。                         |
| アリス王女                     | ソフィー・リー(S2)                                |            | フィリップ殿下の母。                         |
| アリス王女                     | ジェイン・ラポテア(S3)                            | 久保田民絵 | フィリップ殿下の母。                         |
| ケント公爵夫人マリナ           | Clare Holman (S2)                                 |            | フィリップ王配の従姉。                       |
| アンドリュー王子               | Tom Byrne (S4)                                    |            | エリザベス女王の次男。                       |
| アンドリュー王子               | ジェームズ・マレー (S5-S6)                        | 露崎亘     | エリザベス女王の次男。                       |
| セーラ・ファーガソン           | Jessica Aquilina (S4)                             |            | アンドリュー王子の恋人、後に妻。             |
| セーラ・ファーガソン           | Emma Laird Craig (S5)                             |            | アンドリュー王子の恋人、後に妻。             |
| エドワード王子                 | Angus Imrie (S4)                                  |            | エリザベス女王の三男。                       |
| エドワード王子                 | Sam Woolf (S5-S6)                                 |            | エリザベス女王の三男。                       |
| マーク・フィリップス           | Geoff Breton (S4)                                 |            | アン王女の最初の夫。                         |
| ウィリアム王子                 | 幼年期: Senan West (S5)                           | 大平あひる | チャールズ皇太子とダイアナ妃の長男。         |
| ウィリアム王子                 | 若年期: Rufus Kampa (S6)                          | 石毛翔弥   | チャールズ皇太子とダイアナ妃の長男。         |
| ウィリアム王子                 | 青年期: Ed McVey （S6）                           | 石毛翔弥   | チャールズ皇太子とダイアナ妃の長男。         |
| ハリー王子                     | 幼年期: Will Powell (S5)                          | ふじたまみ | チャールズ皇太子とダイアナ妃の次男。         |
| ハリー王子                     | 若年期: Fflyn Edwards (S6)                        | 寺崎裕香   | チャールズ皇太子とダイアナ妃の次男。         |
| ハリー王子                     | 青年期: Luther Ford (S6)                          | 新祐樹     | チャールズ皇太子とダイアナ妃の次男。         |
| チャールズ・スペンサー         | Phil Cumbus (S5)                                  | 吉田健司   | ダイアナ妃の弟伯爵。                         |
| キャサリン・ミドルトン         | 青年期: Meg Bellamy (S6) 若年期: Ella Bright (S6) |            | ウィリアムズ王子の大学のクラスメイト、後の妻 |
| ピッパ・ミドルトン             | Matilda Broadbridge (S6)                          |            | キャサリンの妹                               |

#### 王族の側近
| 役名                             | 俳優                              | 日本語吹替 | 役柄                                                                                   |
| -------------------------------- | --------------------------------- | ---------- | -------------------------------------------------------------------------------------- |
| トミー・ラッセルズ               | ピップ・トレンス                  | 早川毅     | ジョージ6世および女王の首席秘書官。                                                    |
| マイケル・エイディーン           | ウィル・キーン(S1-S2)             | 大隈健太   | ラッセルズの後を継いだ女王の首席秘書官。                                               |
| マイケル・エイディーン           | デヴィッド・リントール(S3)        | 堀総士郎   | ラッセルズの後を継いだ女王の首席秘書官。                                               |
| マーティン・チャータリス         | ハリー・ハッデン＝ペイトン(S1-S2) | 大泊貴揮   | 王女時代の秘書官、のちに女王の首席秘書官補佐、後にエイディーンの後を継いで首席秘書官。 |
| マーティン・チャータリス         | チャールズ・エドワーズ(S3-S4)     | 菊池通武   | 王女時代の秘書官、のちに女王の首席秘書官補佐、後にエイディーンの後を継いで首席秘書官。 |
| ジョック・コルヴィル             | ニコラス・ロウ (S1)               | 荒井勇樹   | 王女時代の秘書官、のちに首相首席秘書官補佐。                                           |
| マイク・パーカー                 | ダニエル・イングス (S1-S2)        | 新川麗     | エディンバラ公フィリップの秘書官。                                                     |
| 第七代カーナヴォン伯爵“ポーチー” | ジョセフ・クロスカ(S1-S2)         | 北島善紀   | 女王の幼馴染、競馬マネージャー。                                                       |
| 第七代カーナヴォン伯爵“ポーチー” | ジョン・ホリングワース(S3)        | 北島善紀   | 女王の幼馴染、競馬マネージャー。                                                       |
| 第七代カーナヴォン伯爵“ポーチー” | 青年期: Joe Edgar (S6)            |            | 女王の幼馴染、競馬マネージャー。                                                       |
| 第七代カーナヴォン伯爵“ポーチー” | 老年期: Tim Bentinck (S6)         |            | 女王の幼馴染、競馬マネージャー。                                                       |
| ロバート・フェロウズ             | Andrew Havill (S5-S6)             | 大下昌之   | 女王の私的秘書にしてダイアナ妃の義兄。                                                 |
| ロビン・ジャンヴリン             | ジェイミー・パーカー (S6)         | 槙野旦     | 女王の私的秘書代理                                                                     |

#### 政治家
| 役名                         | 俳優                        | 日本語吹替 | 役柄                                     |
| ---------------------------- | --------------------------- | ---------- | ---------------------------------------- |
| クレメンティーン・チャーチル | ハリエット・ウォルター (S1) | 田村千恵   | チャーチルの妻、首相夫人。               |
| クレメント・アトリー         | サイモン・チャンドラー (S1) |            | 労働党の首相 (1945-1951)。               |
| ラブ・バトラー               | マイケル・カルキン (S1)     |            | 保守党の政治家。                         |
| ソールズベリー卿             | クライヴ・フランシス (S1)   | 堀越富三郎 | 枢密院 議長。                            |
| ジェフリー・ハウ             | Paul Jeson (S4)             |            | サッチャー内閣の財務大臣、後に外務大臣。 |
| ウィリー・ホワイトロー       | Don Gallagher (S4)          |            | サッチャー内閣の内務大臣。               |
| チャールズ・パウエル         | Dominic Rowan (S4)          |            | サッチャー首相秘書。                     |
| ノーマ・メージャー           | フローラ・モンゴメリー (S5) |            | ジョン・メージャーの妻。                 |
| シェリー・ブレア             | Lydia Leonar (S5-S6)        | 木村涼香   | トニー・ブレアの妻。                     |
| ボリス・エリツィン           | Anatoly Kotenev (S5)        |            | ロシア大統領。                           |
| ナイーナ・エリツィナ         | Maria Shimanskaya (S5)      |            | ロシア大統領夫人。                       |

#### その他
| 役名                     | 俳優                        | 日本語吹替 | 役柄                                                     |
| ------------------------ | --------------------------- | ---------- | -------------------------------------------------------- |
| コリン・テナント         | デヴィッド・シールズ(S1)    |            | マーガレット王女の友人の貴族。                           |
| コリン・テナント         | ピップ・カーター(S2)        | 白石兼斗   | マーガレット王女の友人の貴族。                           |
| コリン・テナント         | Richard Teverso(S3-S4)      | 堀総士郎   | マーガレット王女の友人の貴族。                           |
| ルース・ロッシュ         | Georgie Glen (S4)           |            | ダイアナ妃の祖母エリザベス王大后の侍女。                 |
| ハスナット・カーン       | Humayun Saeed (S5)          | 藤真秀     | ダイアナ妃の恋人。パキスタン出身の医師。                 |
| ジェームズ・コルハースト | オリヴァー・クリス          |            | ダイアナ妃の友人の医師。                                 |
| シドニー・ジョンソン     | Connie M'Gadzah (S3)        | 菊池康弘   | ウィンザー公の元執事、後にモハメド・アルファイドの執事。 |
| シドニー・ジョンソン     | ジュード・アクウディケ (S5) | 咲野俊介   | ウィンザー公の元執事、後にモハメド・アルファイドの執事。 |
| シドニー・ジョンソン     | Joshua Kekana (青年期, S5)  |            | ウィンザー公の元執事、後にモハメド・アルファイドの執事。 |
| ジョージ・ケアリー       | Richard Rycroft (S5-S6)     |            | カンタベリー大主教。                                     |

### ゲスト
| 役名                           | 俳優                          | 日本語吹替 | 役柄                                                                 |
| ------------------------------ | ----------------------------- | ---------- | -------------------------------------------------------------------- |
| ナセル大統領                   | Amir Boutrous (S1-S2)         |            | エジプト大統領。                                                     |
| アンソニー・ブラント           | サミュエル・ウエスト (S3)     |            | 王室美術顧問にしてソ連のスパイ。                                     |
| ジョン・アームストロング       | コリン・モーガン (S3)         |            | ガーディアン紙記者。                                                 |
| セシル・キング                 | ルパート・ヴァンシタート (S3) | 五王四郎   | デイリー・ミラー紙社主。                                             |
| 昭和天皇                       | 伊川東吾 (S3)                 |            | 日本国天皇。                                                         |
| アン・テナント                 | ナンシー・キャロル (S3-S4)    | 和優希     | コリン・テナントの妻でマーガレット王女の侍女。                       |
| セーラ・スペンサー             | Isobel Eadie (S4)             |            | ダイアナ妃の姉、チャールズ王子の女友達。                             |
| マーク・サッチャー             | フレディ・フォックス (S4)     |            | サッチャー首相の息子。                                               |
| ペネロープ・カーター           | ジェマ・ジョーンズ (S4)       |            | マーガレット王女を診察する精神科医。                                 |
| ジョージ5世                    | Richard Dillane (S5)          |            | エドワード8世およびジョージ6世の父王。                               |
| ニコライ2世                    | Aleksey Diakin (S5)           |            | 最後のロシア皇帝にしてジョージ5世の母方の従弟。                      |
| アレクサンドラ・フョードロヴナ | Anja Antonowicz (S5)          |            | ニコライ2世の皇后にしてジョージ5世の父方の従妹。                     |
| オリガ・ニコラエヴナ           | Anastasia Everall (S5)        |            | ニコライ2世の長女。                                                  |
| タチアナ・ニコラエヴナ         | Julia Haworth (S5)            |            | ニコライ2世の次女。                                                  |
| マリア・ニコラエヴナ           | Tamara Sulkhanishvil (S5)     |            | ニコライ2世の三女。                                                  |
| アナスタシア・ニコラエヴナ     | Amy Fourman (S5)              |            | ニコライ2世の四女。                                                  |
| アレクセイ・ニコラエヴィチ     | William Bilestsky (S5)        |            | ニコライ2世の長男。                                                  |
| ノートン・ナッチブル           | エリオット・コーワン (S5)     |            | 初代マウントバッテン伯爵の孫でフィリップの従妹の息子、ペネロピの夫。 |
| ニコラス・ナッチブル           | Edward Powell (S5)            |            | ノートンとペネロピの息子。                                           |
| アレクサンドラ・ナッチブル     | Elodie Vickers (S5)           |            | ノートンとペネロピの娘。                                             |
| ティモシー・ローレンス         | Theo Fraser Steele (S5-S6)    |            | アン王女の二番目の夫。                                               |
| ケリー・フィッシャー           | エリン・リチャーズ (S5-S6)    |            | ドディ・アルファイドの婚約者。                                       |

## エピソード
| シーズン | シーズン | 話数 | 話数           | 放送期間       | 放送期間       |
| -------- | -------- | ---- | -------------- | -------------- | -------------- |
|          | 1        | 10   | 10             | 2016年11月4日  | 2016年11月4日  |
|          | 2        | 10   | 10             | 2017年12月8日  | 2017年12月8日  |
|          | 3        | 10   | 10             | 2019年11月17日 | 2019年11月17日 |
|          | 4        | 10   | 10             | 2020年11月15日 | 2020年11月15日 |
|          | 5        | 10   | 10             | 2022年11月9日  | 2022年11月9日  |
|          | 6        | 10   | 4              | 2023年11月16日 | 2023年11月16日 |
| 6        | 6        | 10   | 2023年12月14日 | 2023年12月14日 |                |

＊各シーズン全話一斉配信

### シーズン1
| 通算 話数 | シーズン 話数 | タイトル                               | 監督                     | 脚本               | 公開日        |
| --- | ------------- | -------------------------------------- | ------------------------ | ------------------ | ------------- |
| 1 | 1             | "カモ狩り" "Wolferton Splash"          | スティーブン・ダルドリー | ピーター・モーガン | 2016年11月4日 |
| 1947年、エリザベス王女とフィリップは結婚式を挙げる。王女夫妻は長男（第1子）のチャールズ王子と長女（第2子）のアン王女をもうける。1951年のイギリス総選挙で保守党が勝利し労働党（アトリー首相）からの政権交代が起き、チャーチルが再び首相に就任する。                                                                       |               |                                        |                          |                    |               |
| 2 | 2             | "国王崩御" "Hyde Park Corner"          | スティーブン・ダルドリー | ピーター・モーガン | 2016年11月4日 |
| 1952年、エリザベス王女夫妻がケニアを訪問している間に父ジョージ6世が崩御し、エリザベス2世として女王が即位する。マーガレット王女は父国王の侍従武官タウンゼントとの不倫関係を持つ。 |               |                                        |                          |                    |               |
| 3 | 3             | "ウィンザー家" "Windsor"               | フィリップ・マーティン   | ピーター・モーガン | 2016年11月4日 |
| 弟前王の葬儀に出席した前々王ウィンザー公は王室の親族と対立する。フィリップは子供たちが自分の家名マウントバッテンを継ぐことを希望するが、チャーチルに妨げられる。 |               |                                        |                          |                    |               |
| 4 | 4             | "神の御業" "Act of God"                | ジュリアン・ジャロルド   | ピーター・モーガン | 2016年11月4日 |
| 暇を持て余すフィリップは飛行訓練を受け始める。ロンドンスモッグが市民を苦しめ、エリザベスは無作為のチャーチル内閣の退陣を考慮し始める。首相付秘書が見通しの悪い通りで事故死したためにチャーチルは緊急対策を発表し、エリザベスは思いとどまる。                                                                             |               |                                        |                          |                    |               |
| 5 | 5             | "板挟み" "Smoke and Mirrors"           | フィリップ・マーティン   | ピーター・モーガン | 2016年11月4日 |
| 1953年、メアリー太王太后が崩御する。戴冠式の委員長に任命されたフィリップがもたらす変化は波紋を広げる。妻の参列を拒否された前王ウィンザー公はパリでテレビ中継放送を視聴する。 |               |                                        |                          |                    |               |
| 6 | 6             | "スキャンダル" "Gelignite"             | ジュリアン・ジャロルド   | ピーター・モーガン | 2016年11月4日 |
| マーガレット王女は離婚したタウンゼントとの結婚を求め、姉のエリザベスは支援する。だが王室の一大スキャンダルはマスコミに漏れ、母のエリザベス王太后らは反対する。エリザベスは王室を守るため、「25歳になれば自由に結婚できる」と妹マーガレットに約束し、タウンゼントをベルギーに異動させて二人を引き離す。                   |               |                                        |                          |                    |               |
| 7 | 7             | "知識は力なり" "Scientia Potentia Est" | ベンジャミン・キャロン   | ピーター・モーガン | 2016年11月4日 |
| エリザベスは自分の教育に問題を感じて教師を求める。東西冷戦下、ソ連が水爆実験を実行した危機に際して、チャーチル首相とイーデン外相の病気を伏せられて女王は首相らを叱責する。主席秘書官トミーの引退に伴い、王女時代の秘書官マーティン・チャータリスの昇進を求めるが拒否される。                                             |               |                                        |                          |                    |               |
| 8 | 8             | "誇りと喜び" "Pride & Joy"             | フィリップ・マーティン   | ピーター・モーガン | 2016年11月4日 |
| エリザベスとフィリップは23週間の過酷な外国訪問に赴き、マーガレットは自己流で代理公務をこなして騒動を引き起こす。王太后はスコットランドに城を購入する。 |               |                                        |                          |                    |               |
| 9 | 9             | "暗殺者たち" "Assassins"               | ベンジャミン・キャロン   | ピーター・モーガン | 2016年11月4日 |
| 1954年、フィリップは多くの時間を宮廷の外で過ごすようになり、エリザベスは旧友で競走馬マネージャーのカーナーヴォン伯爵ポーチーと多くの時間を過ごすようになって、夫婦間に緊張が高まる。首相チャーチルは、自身の80歳を記念して描かれた肖像画で老醜を実感し政権引退を決意する。                                               |               |                                        |                          |                    |               |
| 10 | 10            | "栄光の女王" "Gloriana"                | フィリップ・マーティン   | ピーター・モーガン | 2016年11月4日 |
| 1955年、イーデン首相とエジプトのナセル大統領との間に緊張が高まる。25歳になったマーガレット王女と離婚歴のあるタウンゼントの結婚には新たな障害が持ち上がり、妹を支援してきたエリザベスは、「王室を離脱しなくては、結婚は許さない」と妹に告げる。二人は破局を発表する。フィリップは女王たる妻の影の中で生きることに苦しむ。 |               |                                        |                          |                    |               |

### シーズン2
| 通算 話数 | シーズン 話数 | タイトル                                   | 監督                     | 脚本                                        | 公開日        |
| --- | ------------- | ------------------------------------------ | ------------------------ | ------------------------------------------- | ------------- |
| 11 | 1             | "誤算" "Misadventure"                      | フィリップ・マーティン   | ピーター・モーガン                          | 2017年12月8日 |
| 1956年、スエズ動乱が勃発する中、フィリップは女王を置いて長期の外遊に出る。イーデン首相はフランス、イスラエルと組んでエジプトに侵攻する。 |               |                                            |                          |                                             |               |
| 12 | 2             | "男の世界" "The Company of Men"            | フィリップ・マーティン   | ピーター・モーガン                          | 2017年12月8日 |
| フィリップは、男だらけの海軍の船で外遊を楽しむ。国際社会の支持を失ったイギリスはエジプトから撤退を迫られ、イーデンは体調を崩す。フィリップの秘書官マイク・パーカーの妻は離婚を申し出る。 |               |                                            |                          |                                             |               |
| 13 | 3             | "リスボン" "Lisbon"                        | フィリップ・マーティン   | ピーター・モーガン                          | 2017年12月8日 |
| イーデンは辞職し、マクミランが後継首相となる。妻に離婚されたマイク・パーカーは外遊途中で王配付秘書官を辞職する。二人の不和の噂を抑えるため、エリザベスはリスボンまで出かけてフィリップを迎え、英国王子の称号を与える。 |               |                                            |                          |                                             |               |
| 14 | 4             | "2人だけの秘密" "Beryl"                    | ベンジャミン・キャロン   | エイミー・ジェンキンス & ピーター・モーガン | 2017年12月8日 |
| エリザベスとフィリップは結婚10周年を迎える。マクミランは妻の不倫に悩む。未だ傷心を抱えるマーガレットは平民の写真家アンソニーと出会う。 |               |                                            |                          |                                             |               |
| 15 | 5             | "操り人形" "Marionettes"                   | フィリッパ・ロースロープ | ピーター・モーガン                          | 2017年12月8日 |
| エリザベスは自動車工場を訪問し、主席秘書官マーティン・エイディーンの考案した労働者を見下すスピーチを読んだために、男爵かつジャーナリストのジョン・グリッグスにテレビ番組で批判される。エリザベスは彼の王室への改革のための助言を受け入れ、国民に近づく努力をする。 |               |                                            |                          |                                             |               |
| 16 | 6             | "暴かれし過去" "Vergangenheit"             | フィリッパ・ロースロープ | ピーター・モーガン                          | 2017年12月8日 |
| エリザベスはイギリスを訪問中のアメリカ人伝道師ビリー・グラハムに教えを請う。パリで退屈な生活を送る伯父ウィンザー公は母国に帰郷し公職を要求する。キリスト教徒として、伯父に赦しを与えたいエリザベスであったが、かつてナチスと親密だったことを知り断念する。 |               |                                            |                          |                                             |               |
| 17 | 7             | "結婚の儀" "Matrimonium"                   | ベンジャミン・キャロン   | ピーター・モーガン                          | 2017年12月8日 |
| 引き裂かれた恋人タウンゼントから別れを求める手紙を受け取ったマーガレットは、平民の写真家アンソニーのプロポーズを受諾する。エリザベスは第三子（次男）のアンドルー王子を出産する。アンソニーの醜聞にもかかわらずエリザベスは結婚を許可し、結婚の儀が行われる。 |               |                                            |                          |                                             |               |
| 18 | 8             | "親愛なるケネディ夫人" "Dear Mrs. Kennedy" | スティーブン・ダルドリー | ピーター・モーガン                          | 2017年12月8日 |
| ジョン・F・ケネディ米大統領夫妻が来英しロンドンのバッキンガム宮殿を表敬訪問し、人々はファーストレディのジャクリーン夫人に魅了される。だが自身とほぼ同世代のジャクリーンに見下されたエリザベスはライバル意識に目覚め、政府の反対を押し切ってガーナを急遽訪問し、イギリス連邦離脱とソ連共産圏への接近をくい止めるよう尽力する。ジャクリーンは薬物影響下にあったと告白して謝罪する。ケネディは暗殺される。エリザベスは王室の慣例を破って、王族が死去した際にのみ鳴らす鐘を異例で鳴らすよう命じ哀悼の意を示す。 |               |                                            |                          |                                             |               |
| 19 | 9             | "父として" "Paterfamilias"                 | スティーブン・ダルドリー | トム・エッジ & ピーター・モーガン           | 2017年12月8日 |
| フィリップはチャールズをパブリックスクールではなくスコットランドにある母校のゴードンストウンに通わせることにこだわり、イートン校を勧める叔父マウントバッテン卿およびエリザベスと対立する。姉を飛行機事故で失った子供時代のフィリップが描かれる。内気なチャールズはゴードンストウンに馴染めない。 |               |                                            |                          |                                             |               |
| 20 | 10            | "謎の男" "Mystery Man"                     | ベンジャミン・キャロン   | ピーター・モーガン                          | 2017年12月8日 |
| エリザベスが妊娠して体調が思わしくない中、プロヒューモ事件が起き、フィリップの関与も疑われる。1963年、マクミラン首相は病気のため辞職し、彼の助言に従い、次期首相としてダグラス＝ヒューム伯爵を任命する。エリザベスは第4子（三男）のエドワード王子を出産する。 |               |                                            |                          |                                             |               |

### シーズン3
| 通算 話数 | シーズン 話数 | タイトル                        | 監督                   | 脚本                                      | 公開日         |
| --- | ------------- | ------------------------------- | ---------------------- | ----------------------------------------- | -------------- |
| 21 | 1             | "疑惑" "Olding"                 | ベンジャミン・キャロン | ピーター・モーガン                        | 2019年11月17日 |
| 1964年10月、ハロルド・ウィルソン率いる労働党が政権をとる。エリザベスは病床のチャーチルからウィルソンがKGBのスパイである疑いを耳にして疑う。マーガレット王女の結婚生活は破綻しかける。翌年、ワシントンD.C.ではKGBの工作員が王室に食い込んでいることを自白し、美術顧問のアンソニー・ブラントが工作員であったと判明する。王室の評判を保つために表沙汰にはされず、女王はウィルソンに謝罪する。フィリップはブラントに、プロヒューモ事件と自分との関わりをほのめかされる。 |               |                                 |                        |                                           |                |
| 22 | 2             | "切り札" "Margaretology"        | ベンジャミン・キャロン | ピーター・モーガン                        | 2019年11月17日 |
| 1965年、イギリスはアメリカからの財政援助を必要とするが、ベトナム戦争でウィルソンの支持を得られなかったジョンソン大統領は拒む。夫の本のプロモーションでアメリカ旅行中のマーガレット王女はホワイトハウス行きを求められ、率直な物言いで意気投合し援助を引き出す。王女は更なる公務の分担を望むが、夫の助言を受けてエリザベスは断る。 |               |                                 |                        |                                           |                |
| 23 | 3             | "悲劇の波紋" "Aberfan"          | ベンジャミン・キャロン | ピーター・モーガン                        | 2019年11月17日 |
| 1966年、南ウェールズの炭鉱町での山の崩壊が学校を押し潰し多くの子供たちが犠牲になる。ウィルソンの求めに反し、エリザベスは現地訪問を控えてマスコミの批判を浴びる。エリザベスは自分に共感が欠落していることをウィルソンに告白する。 |               |                                 |                        |                                           |                |
| 24 | 4             | "母と息子" "Bubbikins"          | ベンジャミン・キャロン | ピーター・モーガン                        | 2019年11月17日 |
| 1967年、ギリシャでクーデターが迫り、修道女をしていたフィリップの疎遠な母アリス王女が宮殿に呼び寄せられる。経費の不足に悩むフィリップは国民の理解を得るために、王室を取材したテレビドキュメンタリーを主導する。番組は酷評されるが、アン王女は、王室を批判する新聞記者のアームストロングに祖母アリスを会わせて王族のイメージを修復する。フィリップとアリスは和解する。                                                                                                 |               |                                 |                        |                                           |                |
| 25 | 5             | "クーデター" "Coup"             | Christian Schwochow    | ピーター・モーガン                        | 2019年11月17日 |
| イギリスは貿易赤字と財政赤字に苦しみ、ウィルソンは軍事費削減に抵抗するフィリップの叔父の国防参謀総長ルイス・マウントバッテンを更迭する。1968年、デイリー・ミラー紙社長ら保守派はクーデターを企み、マウントバッテンを仲間に引き入れる。競走馬の育成に夢中になり、ポーチーと共にアメリカやフランスを訪問していたエリザベスはウィルソンから連絡を受けて帰国し、マウントバッテンを叱責して姉のアリス王女を見舞うよう示唆する。                                           |               |                                 |                        |                                           |                |
| 26 | 6             | "ウェールズ公" "Tywysog Cymru"  | Christian Schwochow    | ジェームズ・グラハム & ピーター・モーガン | 2019年11月17日 |
| エリザベスのチャールズへの冷たさが描かれる。1969年、エリザベスはチャールズのプリンス・オブ・ウェールズ叙任式を前にして、ウェールズ語を学ばせるために現地の大学に送り込む。チャールズはウェールズ独立を唱えるプライド・カムリ活動家のテディ・ミルウォードに学ぶ。叙任式でチャールズはウェールズの独自性を支持するスピーチをウェールズ語で行い、母を怒らせる。 |               |                                 |                        |                                           |                |
| 27 | 7             | "月の正体" "Moondust"           | Jessica Hobbs          | ピーター・モーガン                        | 2019年11月17日 |
| フィリップの中年の危機が描かれる。1969年、アポロ11号が月に着陸し、触発されたフィリップは自分の人生に何も功績がないことに苛立つ。フィリップは城に宇宙飛行士たちを迎えるが心は充たされない。エリザベスはウィンザー城内の教会の司祭にロビン・ウッズを就任させる。ウッズは城内で信仰と哲学の研鑽の場を用意し、悩める聖職者たちの集まりにフィリップも誘う。フィリップは当初ためらうが、参加したのちはウッズの友人となる。                                                 |               |                                 |                        |                                           |                |
| 28 | 8             | "宙ぶらりんの男" "Dangling Man" | Sam Donovan            | David Hancock & ピーター・モーガン        | 2019年11月17日 |
| チャールズ、カミラ・シャンド、アンドリュー・パーカー・ボウルズの三角関係と、ボウルズとアン王女の交際が描かれる。1970年、保守党のエドワード・ヒースが組閣する。1971年、健康を害したウィンザー公を日本の天皇とチャールズが訪ねる。翌年、死期の近いウィンザー公をエリザベスが訪ね、チャールズからの手紙を渡される。 |               |                                 |                        |                                           |                |
| 29 | 9             | "もつれた糸" "Imbroglio"        | Sam Donovan            | ピーター・モーガン                        | 2019年11月17日 |
| ウィンザー公の葬儀が行われる。1974年、炭鉱夫のストライキが続き、ヒース首相は計画停電で対抗する。カミラはボウルズと交際しながらチャールズを弄ぶ。マウントバッテンとエリザベス王太后はチャールズを海外に赴任させてカミラから引き離し、カミラをボウルズと結婚させる。エリザベスとフィリップは銀婚式を迎える。 |               |                                 |                        |                                           |                |
| 30 | 10            | "心の叫び" "Cri de Coeur"       | Jessica Hobbs          | ピーター・モーガン                        | 2019年11月17日 |
| マーガレット王女とアンソニーの結婚生活の破綻、二人のロディ・ルウェリンおよびルーシー・リンゼイ＝ホッグとの不倫関係が描かれる。マーガレット王女は自殺を図り未遂に終わる。1976年、政権に返り咲いていたウィルソンはアルツハイマー病を患い辞職する。エリザベスは即位25周年を迎える。 |               |                                 |                        |                                           |                |

### シーズン4
| 通算 話数 | シーズン 話数 | タイトル                                | 監督                   | 脚本                                      | 公開日         |
| --- | ------------- | --------------------------------------- | ---------------------- | ----------------------------------------- | -------------- |
| 31 | 1             | "女王の護衛" "Gold Stick"               | Benjamin Caron         | ピーター・モーガン                        | 2020年11月15日 |
| 1977年、結婚したカミラとの不倫関係を続けるチャールズ王子は、女友達セーラ・スペンサーの妹ダイアナと出会う。1979年、サッチャーが初の女性首相となる。IRAがアイルランドで休暇中のマウントバッテンを暗殺し、大叔父と親しかったチャールズは衝撃を受けながら弔辞を読む。アン王女は馬術でオリンピックを目指す。チャールズはダイアナに再会する。 |               |                                         |                        |                                           |                |
| 32 | 2             | "バルモラルの関門" "The Balmoral Test"  | Paul Whittington       | ピーター・モーガン                        | 2020年11月15日 |
| 巨額の財政赤字に直面したサッチャーは支出削減をはかるが閣内の抵抗にあう。夫のデニスとともにスコットランドのバルモラル城での王室の休暇に招かれ、上流階級の人々に囲まれて気まずい思いをする。カミラの勧めでチャールズはダイアナをバルモラル城に招き、家族は彼女を気に入る。サッチャーは内閣を改造して抵抗勢力を一掃する。 |               |                                         |                        |                                           |                |
| 33 | 3             | "おとぎ話" "Fairytale"                  | Benjamin Caron         | ピーター・モーガン                        | 2020年11月15日 |
| 1981年、プロポーズを受け入れたダイアナはルームメートとシェアしていたアパートからバッキンガム宮殿に移り住み、チャールズの長い外遊中に厳しいお妃教育を受けて孤独感に苛まれ、摂食障害に苦しむ。チャールズの勧めでカミラと会い、チャールズのことを何も知らないことを思い知らされ、結婚の中止まで考える。チャールズは帰国後まずカミラに会いに行き、別れるためだったと弁解する。マーガレットは愛のない結婚に反対するが、女王は義務を優先すれば幸福はついて来るとチャールズに説く。結婚準備が進められる。                              |               |                                         |                        |                                           |                |
| 34 | 4             | "お気に入り" "Favourites"               | Paul Whittington       | ピーター・モーガン                        | 2020年11月15日 |
| 1982年、女王は回復の兆しを見せない経済状態についてサッチャーを詰問し、双子のうちお気に入りの息子マークがパリ・ダカール・ラリーで行方不明になった首相は動揺を見せる。女王は夫とどの子がひいきなのかを話し合い、あらためて4人の子と個別に面談しそれぞれの問題を聞かされる。アルゼンチンがフォークランド諸島に侵入し、サッチャーは外交交渉を退け軍事行動を命じる。マークがアルジェリアで生きて発見され、双子のかたわれのキャロルは母のえこひいきに不満を漏らす。ダイアナは妊娠するが、カミラと逢い続ける夫との関係は悪化する。     |               |                                         |                        |                                           |                |
| 35 | 5             | "侵入者" "Fagan"                        | Paul Whittington       | Jonathon D. Wilson and ピーター・モーガン | 2020年11月15日 |
| 1982年、イギリスはフォークランド紛争で勝ち進むが、経済は悪化し失業者も増大する。妻子に去られ、無職のマイケル・フェイガンは政治に不満を持ち、バッキンガム宮殿に忍び込む。二度目には寝室に侵入して女王と話しサッチャー首相を批判する。女王は首相と意見を交換するが見解は相違する。首相は勝利パレードに参列する。 |               |                                         |                        |                                           |                |
| 36 | 6             | "無主地" "Terra Nullius"                | ジュリアン・ジャロルド | ピーター・モーガン                        | 2020年11月15日 |
| 1983年、君主制に反対するボブ・ホークがオーストラリアの首相となり、カミラをめぐり夫婦仲が崩壊しつつある皇太子夫妻のオーストラリア訪問は重要性を増す。ダイアナは幼児のウィリアム王子を連れていくことに固執し、周囲との軋轢を生む。若く美しい皇太子妃はチャールズが嫉妬するほど大人気となり、オーストラリアは君主制にとどまる。ダイアナの摂食障害は悪化し、帰国した2人は別居する。女王はダイアナの訴えに耳を貸さない。 |               |                                         |                        |                                           |                |
| 37 | 7             | "世襲の原則" "The Hereditary Principle" | Jessica Hobbs          | ピーター・モーガン                        | 2020年11月15日 |
| 1985年、離婚していたマーガレット王女は長年の喫煙がたたって肺の手術を受け、甥たちの成人により公務も減って鬱屈を抱える。侍女アン・テナントの依頼を受けたチャールズの勧めで精神科医の診断を受け、死んだとされていた母方の従姉妹のキャサリンとネリッサが精神療養施設にいることを知らされる。王位の安定のために、2人とその3人の従姉妹の発達障害を隠していたと母に聞かされる。精神科医は、5人の障害はマーガレットの叔父の妻の家系に由来し、ウィンザー家には遺伝しないと説明する。友人のデレク"ダズル"・ジェニングスにも別れを告げる。 |               |                                         |                        |                                           |                |
| 38 | 8             | "48対1" "48:1"                          | ジュリアン・ジャロルド | ピーター・モーガン                        | 2020年11月15日 |
| 1985年、南アフリカのアパルトヘイトに対抗してイギリスを除くイギリス連邦の48か国は経済制裁を求める。制裁を推進する女王と反対する首相の対立が噂となり、女王の指示で王室報道官のマイケル・シェイが首相への批判を新聞にリークする。女王による政治干渉は憲政の危機となってアンドリュー王子の結婚式から世間の関心を奪い、女王はシェイをスケープゴートとして責任を押し付ける。 |               |                                         |                        |                                           |                |
| 39 | 9             | "雪崩" "Avalanche"                      | Jessica Hobbs          | ピーター・モーガン                        | 2020年11月15日 |
| チャールズは自分の誕生日でステージに上り人気を集めたダイアナに嫉妬する。1988年、スキー旅行で雪崩に巻き込まれて九死に一生を得て、人生を考え直す。女王はアンから二人がともに不貞をはたらいていると聞かされ、二人を呼んで話を聞く。ダイアナは結婚の継続を誓い、チャールズは発言の機会を失う。チャールズはダイアナを無視し続け、ダイアナは不貞を再開してチャールズの知るところとなる。 |               |                                         |                        |                                           |                |
| 40 | 10            | "戦い" "War"                            | Jessica Hobbs          | ピーター・モーガン                        | 2020年11月15日 |
| 1990年、副首相のジェフリー・ハウに離反されてサッチャーは求心力を失い、女王に議会解散を願うも拒否される。首相は辞任し、メリット勲章を受勲する。ダイアナは単独でニューヨークを訪れて人気を集め、カミラは自信を無くする。チャールズ、ダイアナの両者は女王に別居を願うも却下される。フィリップはダイアナに結婚が失敗した場合の結末を警告する。 |               |                                         |                        |                                           |                |

### シーズン5
| 通算 話数 | シーズン 話数 | タイトル                                           | 監督                | 脚本               | 公開日        |
| --- | ------------- | -------------------------------------------------- | ------------------- | ------------------ | ------------- |
| 41 | 1             | "ヴィクトリア女王症候群" "Queen Victoria Syndrome" | Jessica Hobbs       | ピーター・モーガン | 2022年11月9日 |
| 1990年、国民は老境に入った女王の長い治世に飽き始め、新聞は長い治世であったヴィクトリア女王になぞらえて揶揄し、ダイアナの人気もあって早期退位が望まれ始める。チャールズはダイアナとの不仲を隠し、メージャー首相に母の早期即位を打診する。女王は高額な王室専用船の改修を政府支出で行うよう首相に求める。 |               |                                                    |                     |                    |               |
| 42 | 2             | "制度" "The System"                                | Jessica Hobbs       | ピーター・モーガン | 2022年11月9日 |
| 1991年、フィリップの従妹の息子が5才の娘を亡くし、フィリップは母親のペネロピ・ナッチブルを慰めようと馬車レースに誘う。家族ではなく制度である王室を守れと言うフィリップの助言を無視し、ダイアナは自分を守るために暴露本を書かせる。 |               |                                                    |                     |                    |               |
| 43 | 3             | "モーモーと呼ばれた男" "Mou Mou"                   | Alex Gabassi        | ピーター・モーガン | 2022年11月9日 |
| 貧しい物売りの少年であったモハメド・アルファイド（モーモー）はエジプトを訪れたウィンザー公を見かける。モハメドはやがて巨億の富を築いてオテル・リッツ・パリを買収し、上流社会に受け入れられるためにウィンザー公の元執事を雇い、ハロッズに続いて故ウィンザー公の屋敷を購入するも、女王への接近はかなわない。息子のドディは映画プロデューサーとなる。 |               |                                                    |                     |                    |               |
| 44 | 4             | "恐ろしい年" "Annus Horribilis"                    | May el-Toukhy       | ピーター・モーガン | 2022年11月9日 |
| 1992年、即位40周年の年、長らく離婚していた妹のマーガレット王女はかつての恋人タウンゼントに40年ぶりに再会して思い出を蘇らせ、二人の仲を引き裂いた姉に怒りを吐露する。ダイアナの暴露本によりチャールズとの結婚は崩壊し、娘アン王女は離婚直後に再婚し、次男アンドリュー王子の結婚は妻セーラ・ファーガソンの浮気により危機を迎える。ウィンザー城は火災に見舞われ、女王は昼食会で「アナス・ホリビリス(恐ろしい年)」と発言する。                                            |               |                                                    |                     |                    |               |
| 45 | 5             | "前途" "The Way Ahead"                             | May el-Toukhy       | ピーター・モーガン | 2022年11月9日 |
| 1992年、チャールズとダイアナは別居する。公表を控えられてきた、1989年のカミラとの私的で猥雑な会話の盗聴録音が明るみに出て、チャールズの資質が疑問視される。チャールズは君主制を存続させるための「前途」と呼ばれるプログラムを主導し、テレビ番組に出演して国民に理解されようと努める。 |               |                                                    |                     |                    |               |
| 46 | 6             | "イパチェフ館" "Ipatiev House"                     | Christian Schwochow | ピーター・モーガン | 2022年11月9日 |
| 1993年、ロシア大統領エリツィンが渡英して女王夫妻に訪露を要請する。女王はかつてエリツィンが、祖父ジョージ5世の従弟ニコライ2世と従妹アレクサンドラ皇后の一家がロシア革命中に処刑されたイパチェフ館を破壊させたことを問題視し、適切な埋葬を求める。遺骨の同定には母方のミトコンドリアを共有するフィリップのDNAが用いられる。フィリップは家系の歴史に興味を抱き、女王夫妻は訪露する。フィリップは興味を同じくするペネロピとの友情を深め、女王は嫉妬心を抑えて受け入れる。 |               |                                                    |                     |                    |               |
| 47 | 7             | "どっちつかず" "No Woman's Land"                   | Erik Richter Strand | ピーター・モーガン | 2022年11月9日 |
| ウィリアム王子が寄宿学校に入って孤独を感じる。ダイアナは病院でパキスタン出身の医師ハスナット・カーンに出会って惹かれ、デートを始める。同じくパキスタン出身のジャーナリストのマーティン・バシールはダイアナにインタビューをするために盗聴の証拠をでっち上げ、弟のチャールズ伯爵を通じてダイアナに接近し、スパイされているとの疑念をかき立てる。 |               |                                                    |                     |                    |               |
| 48 | 8             | "火薬" "Gunpowder"                                 | Erik Richter Strand | ピーター・モーガン | 2022年11月9日 |
| 1995年、女王は孫のウィリアム王子と親しく交わる。BBCは衛星放送との競争にさらされ、ひそかにダイアナのインタビュー放送を準備する。弟チャールズ伯爵はマーティン・バシールの嘘に気づくが、ダイアナはインタビューをガイ・フォークス・ナイトに密かに収録して、チャールズの浮気など王室のイメージを失墜させかねない告白をする。ダイアナは女王に拝謁し、女王とフィリップの結婚48周年の記念日に番組が放送される予定を伝える。                                                   |               |                                                    |                     |                    |               |
| 49 | 9             | "第31号" "Couple 31"                               | Christian Schwochow | ピーター・モーガン | 2022年11月9日 |
| 1996年、女王はチャールズとダイアナの離婚を望むも、条件を巡って交渉は難航する。女王はメージャー首相に仲介を求める。情報操作のコンサルタントの助言で、カミラとの結婚に向けてイメージ回復を図ることにしたチャールズは譲歩して離婚が成立する。 |               |                                                    |                     |                    |               |
| 50 | 10            | "退役" "Decommissioned"                            | Alex Gabassi        | ピーター・モーガン | 2022年11月9日 |
| 1997年、王室への否定的な世論が高まる。労働党が選挙で勝って首相となったトニー・ブレアは王室専用船改修の支出を拒否し、女王は船の退役を決断する。チャールズは香港返還の式典に出て、ブレアに王室改革を語る。モハメド・アルファイドはダイアナをバカンスに誘う。 |               |                                                    |                     |                    |               |

### シーズン6
| 通算 話数 | シーズン 話数 | タイトル                                              | 監督                | 脚本                                         | 公開日         |
| --- | ------------- | ----------------------------------------------------- | ------------------- | -------------------------------------------- | -------------- |
| 51 | 1             | "ペルソナ・ノン・グラータ" "Persona Non Grata"        | Alex Gabassi        | ピーター・モーガン                           | 2023年11月16日 |
| チャールズはカミラの50歳の誕生パーティーを開き、女王の出席を願うが、女王は拒否してマーガレット王女を代理とする。その間ダイアナはモハメド・アルファイドの招待を受けて息子二人とサン＝トロペに行き、マスコミの注目を奪ってチャールズを悔しがらせる。モハメドはドディの婚約者ケリーを気に入らず、ドディにダイアナを誘惑するよう促す。 |               |                                                       |                     |                                              |                |
| 52 | 2             | "2つの写真" "Two Photographs"                         | Christian Schwochow | ピーター・モーガン                           | 2023年11月16日 |
| ダイアナはドディと親密になる。これを利用して英国国籍獲得に繋げたいモハメドはパパラッチを雇って二人のキスシーンを撮らせる。チャールズはこれと対照的な息子たちとの父子写真を撮らせる。 |               |                                                       |                     |                                              |                |
| 53 | 3             | "ディモワ・ウィ" "Dis-Moi-Oui"                        | Christian Schwochow | ピーター・モーガン                           | 2023年11月16日 |
| ドディは父からダイアナとの結婚を迫られるもケリーとの婚約解消は滞る。モンテカルロでパパラッチと人々に追いかけ回されて嫌気がさしたダイアナは、イギリス帰国を考える。ドディはダイアナを送る途中にパリに立ち寄り、求婚するも断られる。二人の車はパパラッチに追いかけられて交通事故を起こす。                                           |               |                                                       |                     |                                              |                |
| 54 | 4             | "余波" "Aftermath"                                    | Christian Schwochow | ピーター・モーガン                           | 2023年11月16日 |
| 国民のみならず世界中がダイアナの死を悲しむ中、女王はダイアナが王族を離れていたことを理由に超然たる態度で沈黙し続け、批判にさらされる。チャールズの説得でようやく声明を発する。 |               |                                                       |                     |                                              |                |
| 55 | 5             | "熱狂的なファン" "Willsmania"                         | May el-Toukhy       | Jonathan Wilson and ピーター・モーガン       | 2023年12月14日 |
| 母の死後、マスコミと熱狂的なファンに追いかけられたウィリアムは不安定となり、父や公務に反発する。チャールズは父フィリップに頼んでウィリアムと話してもらう。 |               |                                                       |                     |                                              |                |
| 56 | 6             | "ルリタニア" "Ruritania"                              | Erik Richter Strand | Daniel Marc Janes and ピーター・モーガン     | 2023年12月14日 |
| 女王はブレア首相の人気ぶりと王室への支持の低下に危機感を覚え、首相に王室改革を相談する。だが王室の基礎となる伝統を維持することに決め、その急進的な提案の大部分を退ける。 |               |                                                       |                     |                                              |                |
| 57 | 7             | "アルマ・マータ" "Alma Mater"                         | May el-Toukhy       | Jonathan Wilson and ピーター・モーガン       | 2023年12月14日 |
| 富裕な実業家の娘ケイト・ミドルトンは母の計画通りウィリアムと同じ大学の同じコースに進み、ウィリアムと知り合う。だが当初二人はそれぞれ別の人物と交際する。 |               |                                                       |                     |                                              |                |
| 58 | 8             | "リッツ" "Ritz"                                       | Alex Gabassi        | Meriel Sheibani-Clare and ピーター・モーガン | 2023年12月14日 |
| マーガレット王女は脳卒中の発作で倒れる。一時的に回復し、十代の頃に姉と楽しい思い出を作ったリッツで70才の誕生パーティーを開く。姉に先立って薨去する。 |               |                                                       |                     |                                              |                |
| 59 | 9             | "希望の道" "Hope Street"                              | Erik Richter Strand | Jonathan Wilson and ピーター・モーガン       | 2023年12月14日 |
| 王太后が薨去する。モハメドは息子とダイアナの死を王室の陰謀だと訴え、特別検証が行われるも運転手の飲酒が原因だと結論付けられる。ウィリアムはケイトと恋仲になり、女王はウィリアムが即位50周年記念式典に欠席してケイトの家を訪ねることを許す。ウィリアムとケイトは学生4人が借りて住む家のルームメイトになる。                          |               |                                                       |                     |                                              |                |
| 60 | 10            | "スリープ・ディアリー・スリープ" "Sleep Dearie Sleep" | Stephen Daldry      | ピーター・モーガン                           | 2023年12月14日 |
| 80才になろうとする女王は自らの葬儀の事前準備を始め、チャールズにカミラとの結婚を許す。ウィリアム王子はこれを認めるも、ハリー王子は気に入らずに問題を起こす。2005年、民事婚が挙げられ、女王は譲位を考慮するも思いとどまる。 |               |                                                       |                     |                                              |                |

## 製作
2006年の映画『クィーン』と2013年の舞台『The Audience』の脚本を書いたピーター・モーガンが本シリーズの主要な脚本家である。監督はスティーブン・ダルドリー、フィリップ・マーティン、ジュリアン・ジャロルド、ベンジャミン・キャロンらが務める。シーズン1にはこれまでにNetflixおよびLeft Bank Picturesが製作したドラマの中で最も高額な製作費が費やされた。
シーズン1の放送前に、シーズン2の制作が決定された。
製作陣は「2シーズンごとにエリザベス女王の配役を変更する」としており、シーズン1と2ではクレア・フォイ、シーズン3と4ではオリヴィア・コールマン、シーズン5と6ではイメルダ・スタウントンがそれぞれキャスティングされている。
2022年9月8日にエリザベス2世が死去したことを受けて、同役を演じたオリヴィア・コールマンなどが追悼声明を出した。本ドラマは当時シーズン6の制作を行っていたが、エリザベス女王に敬意を表するため、撮影を一時中断した。

## 評価

### 受賞
シーズン1は第74回ゴールデングローブ賞においてテレビドラマ部門作品賞 およびテレビドラマ部門主演女優賞(クレア・フォイ)を受賞した。また第69回プライムタイム・エミー賞において、衣装賞歴史劇・ファンタジー・リミテッドシリーズ・テレビ映画部門、プロダクションデザイン賞歴史劇部門を受賞し、ジョン・リスゴーが助演男優賞ドラマ部門を受賞した。
シーズン2は第70回プライムタイム・エミー賞においてテレビドラマ部門監督賞、テレビドラマ部門主演女優賞(クレア・フォイ)、衣装賞歴史ドラマ部門、キャスティング歴史ドラマ部門賞、1時間のシングルカメラ部門撮影賞を受賞した。
シーズン3は、第77回ゴールデングローブ賞のテレビドラマ部門主演女優賞(オリヴィア・コールマン)を受賞した。また第71回プライムタイム・エミー賞において衣装賞歴史ドラマ部門を受賞した。
シーズン4は、第78回ゴールデングローブ賞においてテレビドラマ部門作品賞、テレビドラマ部門主演男優賞(ジョシュ・オコナー)、テレビドラマ部門主演女優賞(エマ・コリン)、シリーズ・ミニシリーズ・テレビ映画部門助演女優賞（ジリアン・アンダーソン）を受賞した。また、第73回プライムタイム・エミー賞において作品賞ドラマ部門、主演男優賞ドラマ部門(ジョシュ・オコナー)、主演女優賞ドラマ部門(オリヴィア・コールマン)、助演男優賞ドラマ部門(トビアス・メンジーズ)、助演女優賞ドラマ部門(ジリアン・アンダーソン)、監督賞ドラマ部門、脚本賞ドラマ部門を受賞した。エミー賞のドラマ主要7部門を制覇するのは本作が初めてとなった。
シーズン6は、第81回ゴールデングローブ賞においてテレビドラマ部門助演女優賞 (エリザベス・デビッキ、シリーズ/リミテッドシリーズ/アンソロジーシリーズ/テレビ映画)を受賞した。

### 批判
シーズン2
セシリアの事故死を巡る描写について、実弟のフィリップが弁護士を通じて、本ドラマに法的措置を取ることを検討していたことが2022年にイギリスの新聞「サンデー・タイムズ」による王室専門家への取材で明らかになった。
シーズン4
チャールズとダイアナのシーンについて、「事実のように捉えられてしまう」との意見が出て、イギリス国内において論争となる事態になった。これらを受けて、イギリス政府はNetflixやAmazon Prime Videoなどといった動画配信サービスについて、公平性や正確性を担保するための仕組みを導入するなどの規制強化を検討することを2021年6月に発表した。
シーズン5
本シリーズの配信開始前からドラマの内容を巡っての批判が相次いでいる。
- フィリップの不倫疑惑が描かれていることを2022年10月にイギリスの新聞「サン」が報じた。不倫疑惑については実際にフィリップの存命時に度々報じられていたが、王室は疑惑について否定している。前月（同年9月）にエリザベスが死去し、夫であるフィリップの隣に埋葬した直後に該当シーンが配信されることについては残酷だとして、複数の王室関係者から批判された[31]。
- ダイアナの死因となったフランス・パリでの交通事故の再現をNetflix上層部が計画していることを2022年10月16日にイギリスの新聞「サン」が報じた。これについて、Netflixは同紙の取材に対して「事故死の正確な瞬間は再現されません」と主張し、事故の舞台もスペイン・バルセロナに変更するとしているが、制作スタッフからは「一線を超えている」との反発を招いていると伝えられているほか、生前のダイアナと親しかった友人からも「残酷でサディスティック。無神経な人々だ」と批判しており、ダイアナの息子であるウィリアムやヘンリーへの影響を懸念する声もある[32][33][34]。
- アメリカの芸能ニュースサイト「デッドライン」などによると、1991年にチャールズが当時のイギリス首相であるジョン・メージャーとの懇談の中でイギリスの新聞「サンデー・タイムズ」が行った世論調査を受けて、チャールズが「エリザベスは退位すべき」と発言したとされるシーンがあることが判明した。しかし、「その様な発言は一切無く、悪意のあるナンセンスだ」として、メージャーが激しく抗議していたことを2022年10月17日に報じた[35][36]。
- イギリスの俳優で1988年に同国王室から「デイム」の称号を授与されているジュディ・デンチは本シリーズの内容について、「ひどく不当で、個人にとっても彼らが代表する王室にとってもダメージになる」として、Netflixに対して、各エピソードの冒頭にフィクションである旨の断り書きを掲載するよう要請する手紙（オープンレター）をイギリスの新聞「タイムズ」にて公開した[37]。

これらを受けて、Netflixはフィクションである旨の免責事項をYouTubeの予告編とNetflixの番組概要に追加したことを2022年10月21日にイギリスの公共放送「英国放送協会」（BBC）が報じた。なお、本シリーズに合わせる形で同年12月に配信を予定していたヘンリーとメーガン夫妻のドキュメンタリー番組『ハリー&メーガン』もこの影響で2023年以降の配信に延期することも報じられていたが、当初の予定通り、2022年12月8日と同月15日にそれぞれ配信公開された。